# Joan McCusker
Joan Elizabeth Inglis, coniugata McCusker (Yorkton, 8 giugno 1965), è una giocatrice di curling canadese.

## Biografia
Partecipò all'età di 32 anni ai XVIII Giochi olimpici invernali edizione disputata a Nagano (Giappone) nel 1998, riuscendo ad ottenere la medaglia d'oro nella squadra canadese con le connazionali Jan Betker, Sandra Schmirler, Marcia Gudereit e Atina Ford.
Nell'edizione la nazionale danese ottenne la medaglia d'argento, la svedese quella di bronzo.